# 栗谷沢ダム
栗谷沢ダム（くりやさわダム、くりやざわダム）は、栃木県宇都宮市新里町にある灌漑用のダムである。ダムの所有者は日本国政府で、日常の管理は栗谷沢管理組合が行う。
法令上、ダム湖は農業用ため池とされ、防災重点ため池に選定されている。近隣の赤川ダムと共にハザードマップが作成されている。

## 歴史
第二次世界大戦中、中島飛行機のエンジン工場が大谷石採掘場跡に疎開したので工業用水確保のために計画された。
1944年（昭和19年）9月に測量、1945年（昭和20年）3月から工事を開始し、昼夜兼行で完成を急いだが同年8月に終戦を迎えたため工事は中止した。しかし、地元住民から灌漑用貯水池の要望が上がったため、栃木県の事業として工事を再開し、1946年（昭和21年）2月に完成した。ダムの湖水は鎧川を経て姿川へと続き、ダムのある新里だけでなく、下流の城山村や姿川村（いずれも現・宇都宮市域）の水田を潤した。1951年（昭和26年）には、下野新聞社が企画した「観光栃木八景二十勝」県民投票で二十勝の1つに選ばれ、周囲の道祖神・はしか地蔵尊と合わせて、同年開通した鞍掛峠越えのハイキングコース沿いの観光地としての発展が期待された。また、当時は県民休養地として、県立公園化の計画があった。
春はヤシオツツジが花咲き、夏場はキャンプ場が設けられ、秋には紅葉に包まれ、ダム湖での釣りやボートなどで行楽の場であった。農林水産省などの共催による第5回美しい日本のむら景観コンテストで「秋の栗谷沢ダム」が全国森林組合連合会長賞（生産部門）を受賞し、1997年（平成9年）3月11日に表彰を受けた。

### キャンプ場
7月中旬から8月31日まで営業。バンガロー3棟、テント6張り、30人用山小屋1棟という構成であったほか、貸しボート10隻も備えてあった。キャンプ場は、その後廃止された。

## アクセス
- 栃木県道22号大沢宇都宮線沿い

- 路線バス
  - 1980年代は、栗谷沢ダムまで関東バスの路線[7]があったが、現在は近くの道の駅うつのみや ろまんちっく村止まりとなっている（徒歩25分）[1]。